# Březí u Osové Bítýšky
Březí (deutsch Brzezy, 1940–45 Birkicht, älter auch Bries) ist eine Gemeinde in Tschechien. Sie liegt sechs Kilometer nördlich von Velká Bíteš und gehört zum Okres Žďár nad Sázavou.

## Geographie
Březí befindet sich in der zur Böhmisch-Mährischen Höhe gehörigen Křižanovská vrchovina (Krischanauer Bergland). Das Dorf liegt am südlichen Fuße der Horka (551 m) in der Quellmulde des Baches Březinka. Nordwestlich erhebt sich der Malý kamenný vrch (592 m). Gegen Westen erstreckt sich der Wald Ochoz. Östlich, im Tal der Halda, liegt der Stausee Níhovský rybník.
Nachbarorte sind Rozseč im Norden, Borovník im Nordosten, V Bařinách und Níhov im Osten, Březské im Südosten, Vlkov im Süden, Osová und Osová Bítýška im Südwesten, Ondrušky im Westen sowie Rohy und Milešín im Nordwesten.

## Geschichte

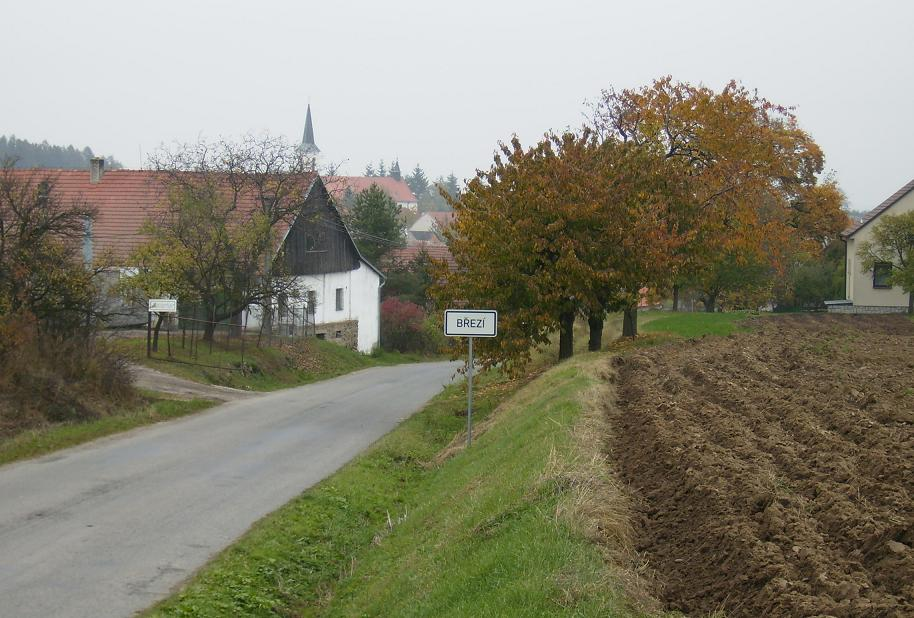
Ortsansicht von Březí

Um einen der Herrschaft Ossaw gehörigen Teich entstanden wahrscheinlich im 13. Jahrhundert zwei Dörfer, Horní Březí und Dolní Březí. Die erste urkundliche Erwähnung von Horní Březí erfolgte im Jahre 1348, als Hroznata von Březí vier Huben Land von Jan von Vidonín kaufte. 1364 gehörten beide Dörfer Henricus de Ossaw und dessen Schwiegersohn Jonáš von Bechin. Als Besitzer des großen Freihofes und Gutes wurde 1366 Eberhard von Březí genannt. Später gehörte der Freihof Zbyněk von Doubravice, der ihn 1436 an Ondřej von Březí verkaufte. Nach weiteren Besitzerwechseln gehörte der Freihof zum Ende des 15. Jahrhunderts Václav Urban von Březí, der auch den Hof in Jestřabí besaß. Danach setzte eine Zersplitterung des Freihofes in zahlreiche Anteile ein. Zum Ende des 16. Jahrhunderts bestand das Dorf aus 15 Grundstücken. Im Zuge der Josephinischen Reformen wurde 1788 eine Kirche und ein Pfarrhaus errichtet. Bis dahin war Březí zur Kirche in Osová Bítýška eingepfarrt gewesen. Die Ausstattung der Kirche stammte aus dem aufgehobenen Kapuzinerkloster Jihlava. Der Lokalie Březí wurden die Dörfer Borovník, Březské, Níhov, Ondrušky und Rozseč zugeordnet. In den 1790er Jahren standen in Březí 32 Häuser. Bis zur Mitte des 19. Jahrhunderts blieb Březí immer der Herrschaft Osová untertänig.
Nach der Aufhebung der Patrimonialherrschaften bildete Březí ab 1850 mit den Ortsteilen Ondrušky, Rozseč und Borovník eine Gemeinde in der Bezirkshauptmannschaft Groß Meseritsch. Am 13. Juni 1869 erhob der Brünner Bischof Anton Ernst von Schaffgotsch die Lokalie Březí zur Pfarre. Zum Ende des 19. Jahrhunderts lösten sich Borovník und Rozseč los und bildeten eine eigene Gemeinde. Die höchste Einwohnerzahl erreichte der Ort im Jahre 1926, als in Březí 363 und in Ondrušky 69 Menschen lebten. 1948 wurde Březí dem Okres Velká Bíteš zugeordnet. Nach dessen Aufhebung kam die Gemeinde zu Beginn des Jahres 1961 zum Okres Žďár nad Sázavou. Zu dieser Zeit hatte die Gemeinde 253 Einwohner.

## Gemeindegliederung
Die Gemeinde Březí besteht aus den Ortsteilen Březí (Brzezy) und Ondrušky (Ondruschka), die zugleich auch Katastralbezirke bilden.

## Sehenswürdigkeiten

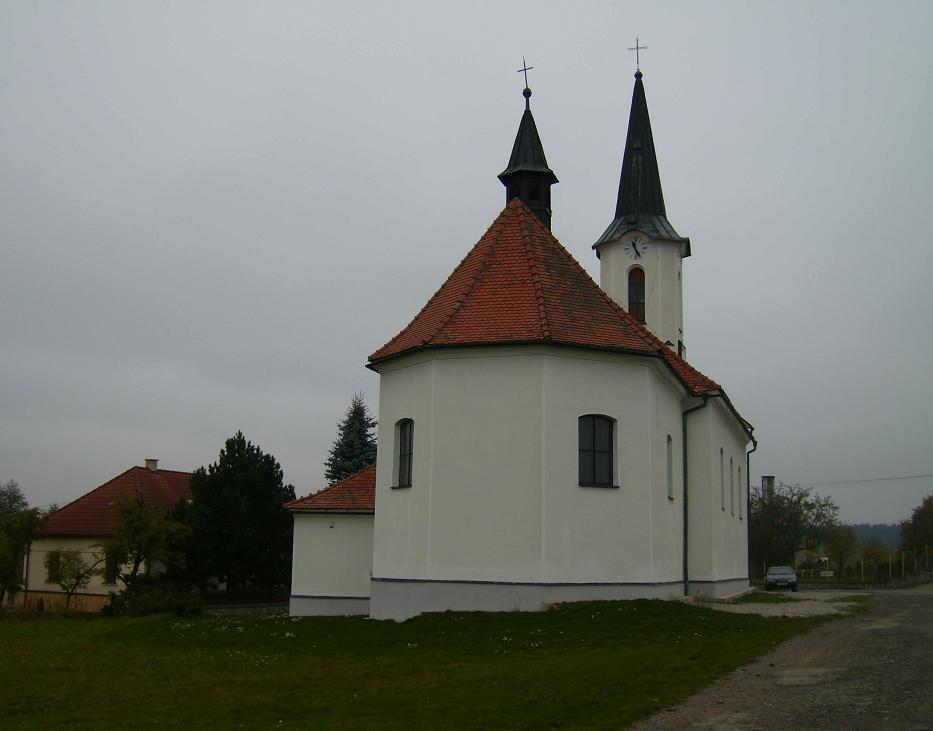
Kirche der Jungfrau Maria

- Kirche der Jungfrau Maria, geweiht 1788. Ihre heutige Gestalt erhielt sie im Jahre 1861, als das Dach erneuert und der Kirchturm angebaut wurde.
- Kapelle der Jungfrau Maria in Ondrušky, geweiht 1931